# Coldinuorden

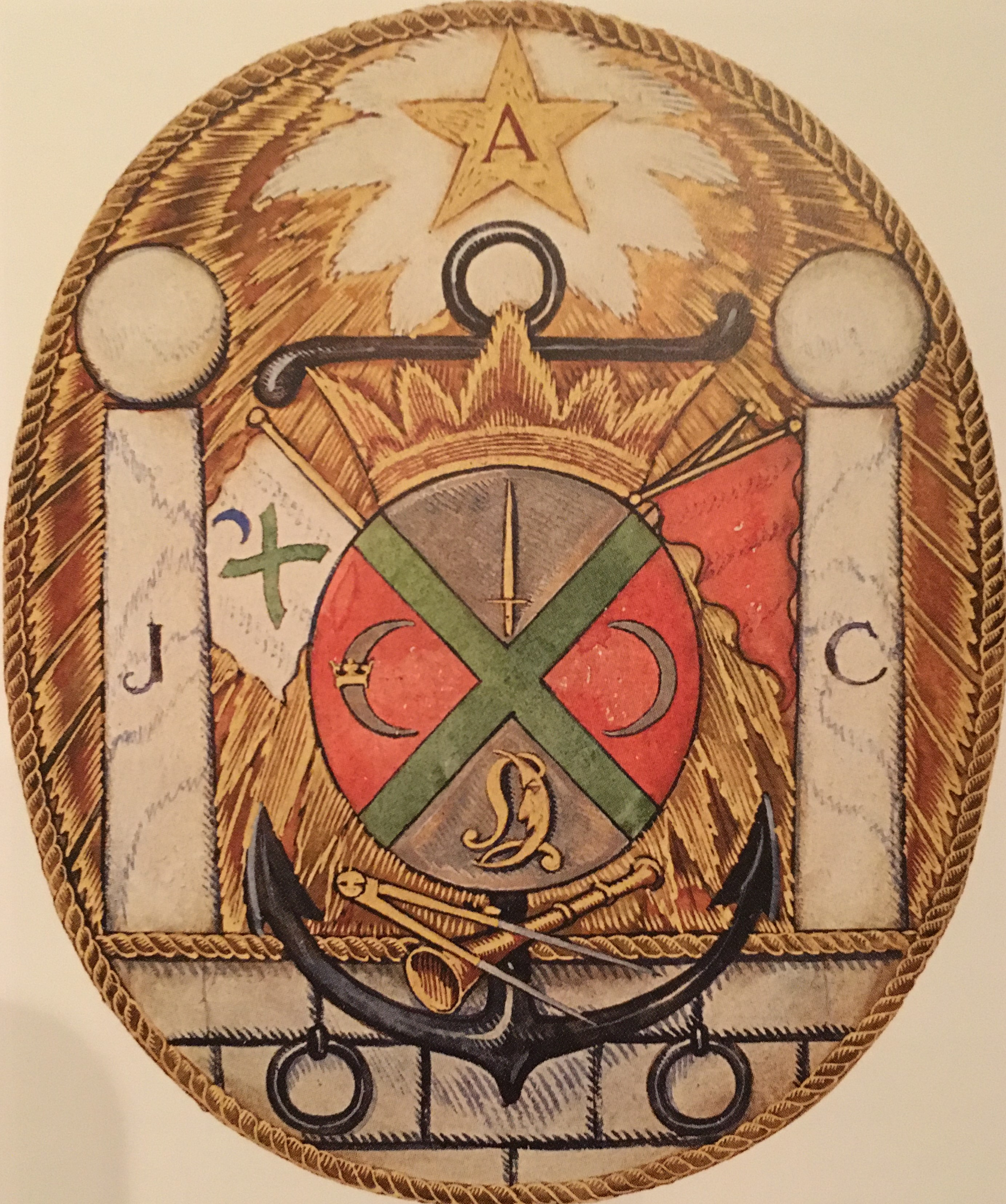
Jubileumsvapen skapat av Olle Hjortzberg för Arla Coldins jubileum 1919.

Coldinuorden är ett ordenssällskap i Sverige och Finland grundat 1765.
Ordens inre verksamhet och ritualer är hemliga och ordensnamnets exakta innebörd och ursprung är känt endast av dem som innehar de högsta graderna. Enligt en av orden utgiven historik (Pravitz 1919) är den att beteckna som "ett hemligt brödraförbund, hvars ritual anknyter sig till en af världshistoriens största tilldragelser". Ordens symbol är en karavell med devisen "Med ljus från höjden går färden trygg". 
År 1906 uppgick medlemsantalet i de tre svenska kolonierna till cirka 2 000 personer, många med anknytning till marinen. Flera medlemmar av det svenska kungahuset (inklusive Carl XVI Gustaf) har varit beskyddare av och hedersledamöter i orden.
Coldinuorden har många likheter med  Neptuniorden, där det kristna budskapet och stöd till sjöfarande är ett par av de gemensamma nämnarna i ordnarnas värdegrund för sina verksamheter. 

## Historia

### Ordenslegend
Enligt ordenslegenden går Coldinuorden tillbaka på en sjöfararorden från medeltiden med rötter från området kring Medelhavet. Orden infördes till Sverige av kaptenen friherre Carl Biörnberg, som 1757 (eller möjligtvis 1758) i Göteborg lärde känna den franske örlogskaptenen François Thurot, vilken tillhörde orden. De blev goda vänner, och när Thurot kom tillbaka till Frankrike föreslog han för två höga dignitärer inom Coldinuorden, hertigarna de Noailles och de Belle-Isle, att Biörnberg kunde vara en lämplig person att leda en svensk gren av orden. 
Förslaget accepterades och vid ett återbesök i Sverige följande år försåg han Biörnberg med nödvändiga handlingar och ingående kunskaper om orden samt utnämnde honom till den svenska ordens högste styresman, "Acbaron Recor" (1759). Biörnberg valde därefter ut ett femmannaråd med representanter för olika delar av det dåvarande Sverige (inklusive Finland). 

### Grundande

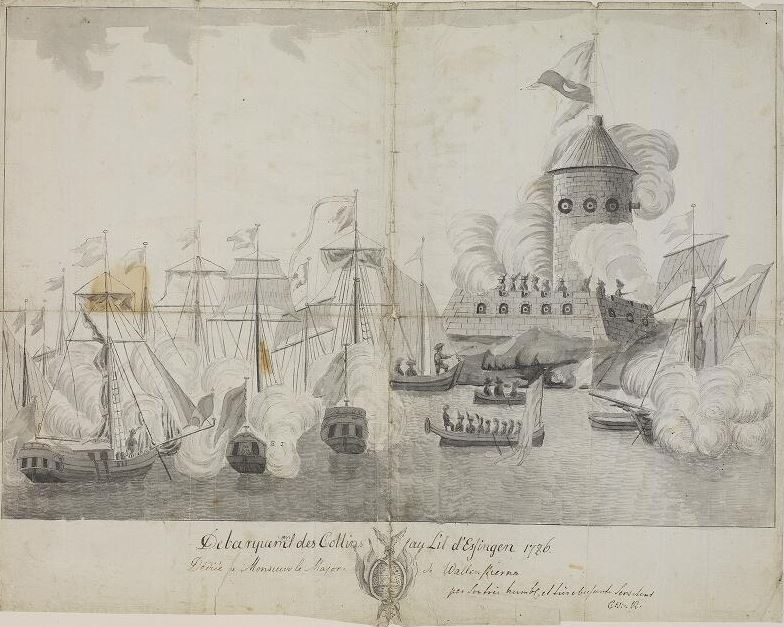
Invigningen av fästningen Nya Chartago på ön Lilla Essingen i Stockholm 1786.

Den första svenska ordenslogen (inom orden kallad "koloni") invigdes i Stockholm ("Arla Coldin") år 1765. Den följdes inom kort av en koloni på Sveaborg i Finland ("Månans Coldin") samt i Göteborg ("Göta Coldin") och Karlskrona ("Kronans Coldin"). 
Under en kort period fanns även en koloni på kolonin S:t Barthélemy ("Cialon Coldin") samt en "privat" koloni vid hovet i Stockholm ("Flottans Coldin") som grundades på eget bevåg av hertig Carl, vilken i sin befattning som storamiral tidigt hade påtagit sig rollen som den svenska ordens protektor.

## Acbaron Recor
Coldinuordens högste styresman har titeln "Acbaron Recor".
- 1765–1790 – friherre, major Carl Biörnberg
- 1790–1816 – friherre, kammarherre Knut Henrik Leijonhufvud
- 1817–1840 – friherre, överstekammarjunkare Carl Göran Bonde
- 1841–1853 – kammarjunkare John Adolf Leyonmarck
- 1854–1895 – friherre, överstekammarherre Carl Jedvard Bonde
- 1896–1913 – friherre, attaché Carl Carlson Bonde
- 1914–1937 – friherre Carl Gotthard Bonde
- 1937–1988 – friherre Carl Jedvard Carlson Bonde
- 1988–2002 – friherre Carl Göran Carlsson Bonde
- 2002–nutid – friherre Jöns Bonde[1]

## Loger ("kolonier")

### Arla Coldin (Stockholm)
Logen grundades den 8 maj 1765. Den utgör moderloge (eller "Stam Coldin") för övriga svenska kolonierna. År 1786 reste man fästningen Nya Chartago på Lilla Essingen. Orden äger sedan 1807 fastigheten Piperska muren, där också dess sammankomster äger rum.
Till kända medlemmar av logen hör Carl Michael Bellman, OS-medaljören Torsten Kumfeldt och kompositören Hugo Alfvén. Den senare har komponerat en särskild festsång till logen.
Arla Coldin förvaltar avkastningen från Sten Lewenhaupts stiftelse. Huvuddelen av medlen går till välgörenhet, men Arla Coldin beslutar också en gång per år, vanligen i oktober, om förslag till utdelning av medel ur fonden till vetenskaplig historisk forskning på områden som har koppling till ordenssällskap.

### Göta Coldin (Göteborg)

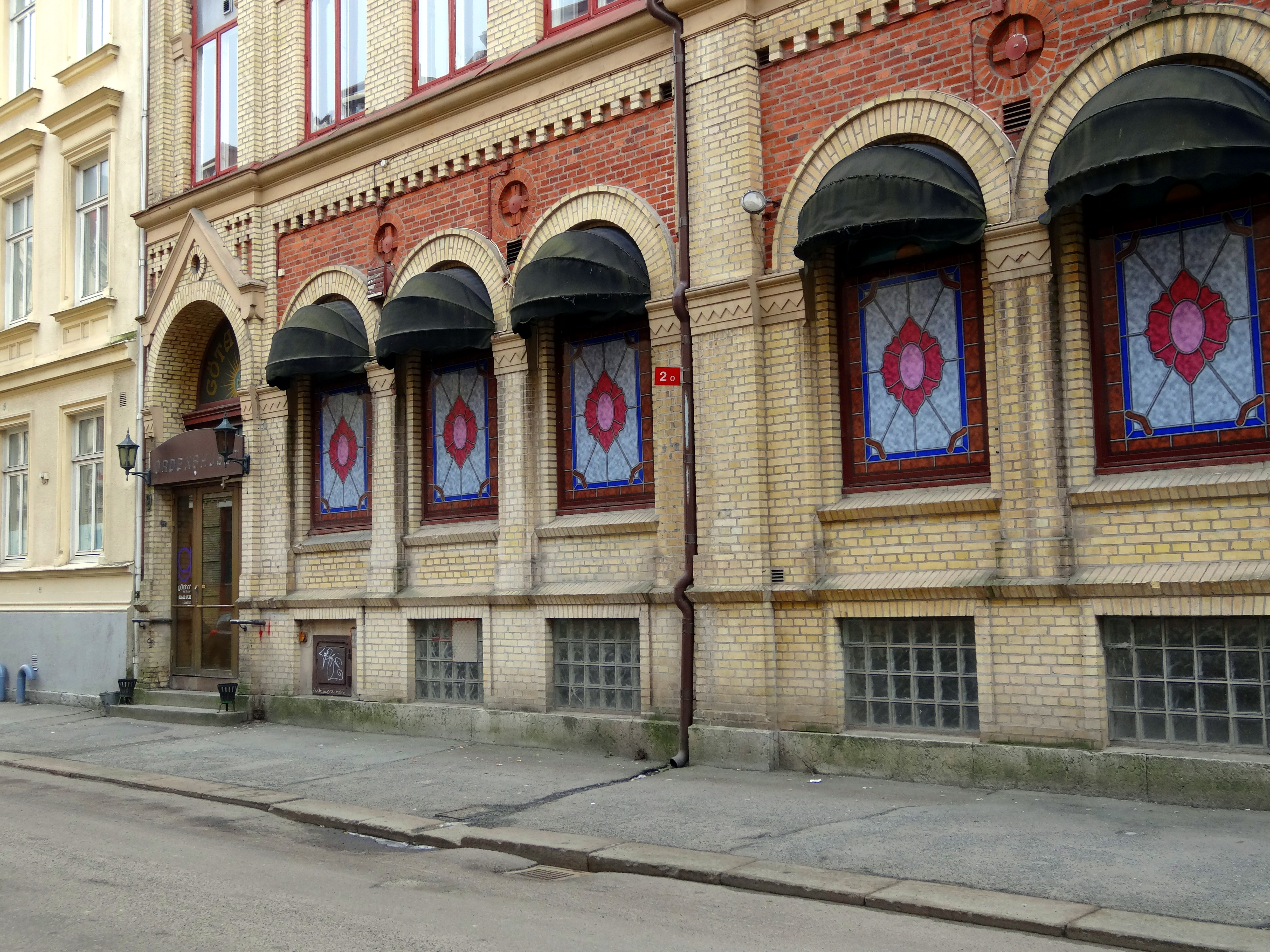
Ordenshus för logen Göta Coldin vid Bellmansgatan i Göteborg.

Logen grundades den 15 april 1768. Dess ordenshus ligger på Bellmansgatan 9 i centrala Göteborg. Till kända medlemmar av denna loge hör Pehr Dubb (styrande recor) och William Chalmers.

### Kronans Coldin (Karlskrona)
Kolonin grundades den 15 augusti 1769. Att döma av dess äldsta protokollsbok förefaller verksamheten dock ha upptagits på allvar först 1777. Efter att initialt ha haft verksamheten inhyrd i flera olika lokaler håller Kronans Coldin sedan 1803 sina sammankomster i stadens frimurarhus.

### Månans Coldin (Finland)
Redan 1766 lät Biörnberg grunda en Coldinu koloni ("Månans Coldin") på fästningen Sveaborg i Finland. Dess förste Styrande Recor blev kammarherre Knut Leijonhufvud. Denna koloni tynade bort redan i början av 1800-talet och upphörde 1806. Dess siste Styrande Recor var konteramiral Carl Olof Cronstedt. Månans Coldin återinvigdes 1987 med friherre George Ramsay som Styrande Recor. Han efterträddes 2008 av lantbruksrådet Marcus Borgström.

## Ordenskors
Även om ordens inre verksamhet och ritualer är hemliga är den utåt känd bland annat för de kors som finns uppsatta företrädesvis i skärgårdsområdena och som förr i tiden främst skulle fungera som sjömärken. Innebörden av korset i märket är en ordenshemlighet.

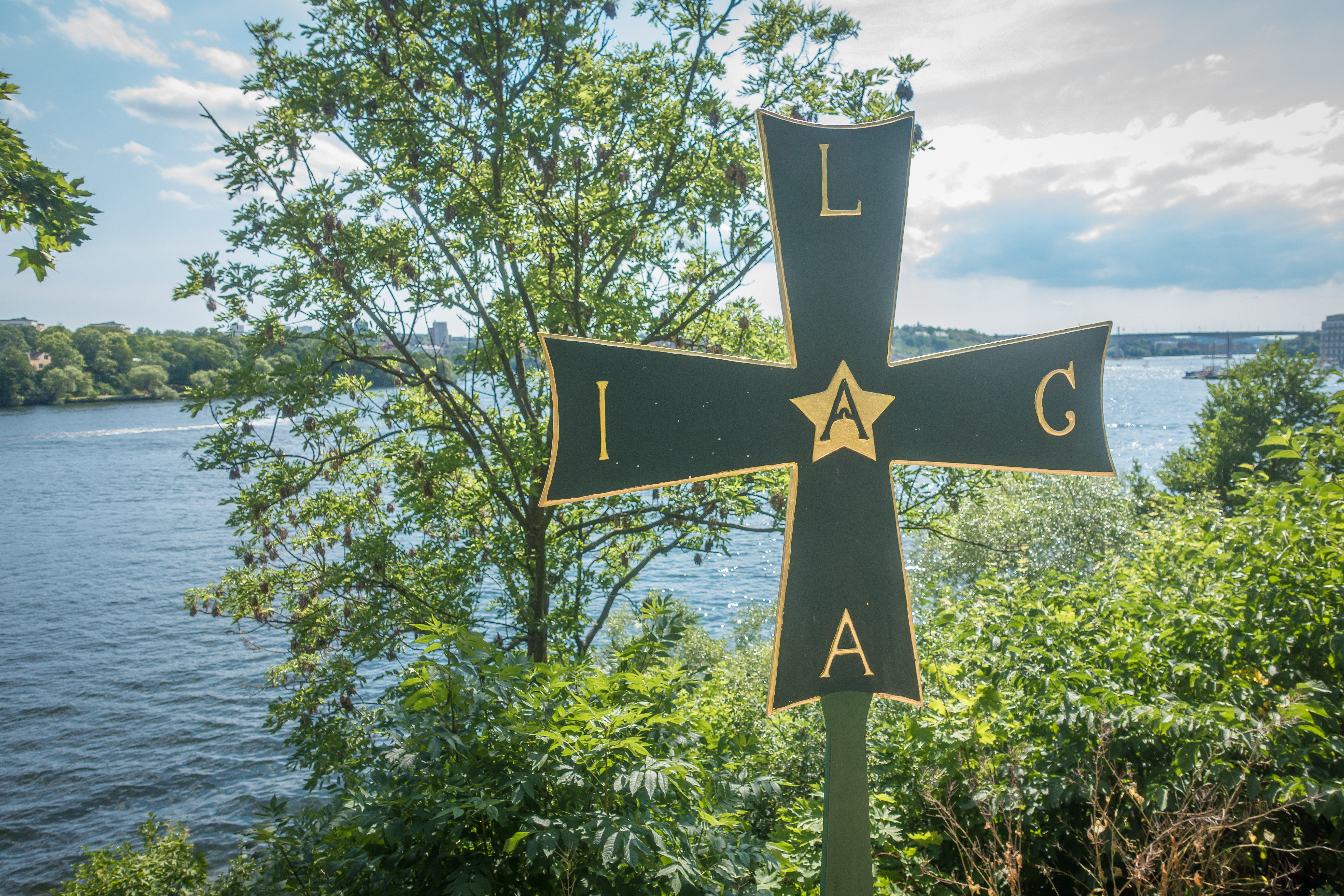
Coldinukors i Marieberg på Kungsholmen i Stockholm 2020.
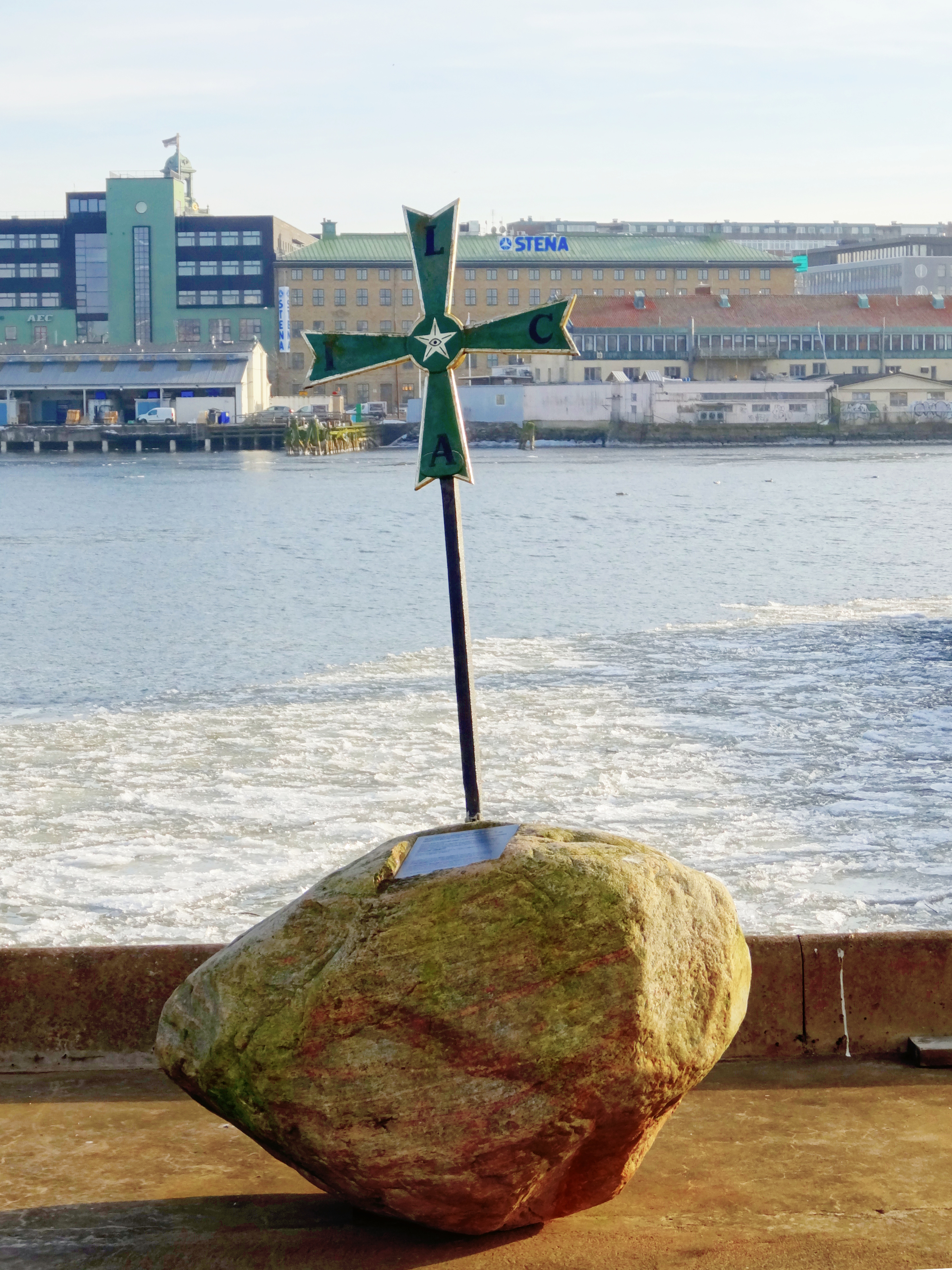
Ett Coldinukors i Eriksberg i Göteborg.